# La noche de las gaviotas
La noche de las gaviotas (als Estats Units The Blind Dead 4 i internacionalment Night of the Seagulls) és una pel·lícula espanyola de terror escrita i dirigida per Amando de Ossorio. Es tracta de la quarta i última pel·lícula de la tetralogia dedicada als Cavallers Templers zombis, un dels tres arquetips del fantaterror, després de La noche del terror ciego (1971), El ataque de los muertos sin ojos (1973) i El buque maldito (1974).

## Sinopsi
L'acció comença en l'època medieval mostrant a un grup de cavallers templers mentre fan sacrificis satànics. A continuació, en l'època actual, un doctor i la seva esposa s'instal·len en un vell poble costaner. Rebuts amb fredor pels vilatans poc després descobreixen un estrany ritual que els habitants practiquen i que suposa el sacrifici d'una jove dona. A resultes d'aquesta acció els cavallers templers zombis tornen a la vida i comencen a perseguir i tractar de matar a la gent.

## Repartiment
- Victor Petit - Henry Stein
- María Kosty - Joan Stein
- Sandra Mozarowsky - Lucy
- José Antonio Calvo - Teddy
- Julia Saly - Tilda Flanagan
- Javier de Rivera - Doctor

## Llançament
La pel·lícula va ser llançada per BCI en DVD com a set multidisc el 3 de desembre de 2002 i de nou el 15 d'abril de 2003. Blue Underground va publicar posteriorment una versió en edició limitada de la pel·lícula el 27 de setembre de 2005. També es va estrenar el 14 de novembre, 2005 per Anchor Bay Entertainment al Regne Unit. Blue Underground va reeditar la pel·lícula en DVD el 26 de setembre del 2006.
Scream Factory va llançar la pel·lícula en Blu-ray per primera vegada el 13 de febrer de 2018.

## Recepció
Escrivint a The Zombie Movie Encyclopedia, l'acadèmic Peter Dendle va dir: "La pel·lícula ofereix amb competència els escenaris atmosfèrics habituals, els plans ben compostos i els zombis lents com si estiguessin congelats, encara que en general és probablement el menys interessant de la tetralogia". Paul Corupe de DVD Verdict va escriure: "Tot i que la feble història encara domina la major part de l'acció, La noche de ls gaviotas és en molts aspectes un retorn a la forma de la sèrie, una altra variació de la llegenda templera que no té continuïtat amb les pel·lícules anteriors". Adam Tyner, de DVD Talk, la va considerar "absolutament avorrida". Glenn Kay, autor de Zombie Movies: The Ultimate Guide,, la va anomenar "un final adequat per a les gestes dels seus antics vilans esquelètics".